# Хемангиом
Хемангиом је доброћудни тумор који настаје из крвних судова. Ови тумори су најчешће присутни код новорођенчади и мале дјеце, али могу се јавити и код одраслих. Хемангиоми су обично црвене или љубичасте боје и могу се налазити на кожи, слузокожи или унутар органа. Иако су доброћудни, у неким случајевима могу изазвати компликације, посебно ако су велики или се налазе на критичним локацијама.

## Врсте хемангиома
Хемангиоми се могу класификовати према њиховој локацији и карактеристикама:
- Капиларни хемангиом: Најчешћи тип, који се састоји од малих крвних судова и обично се јавља на кожи или слузокожи.
- Кавернозни хемангиом: Састоји се од већих крвних судова и може се налазити у јетри, мозгу или другим органима.
- Комбиновани хемангиом: Садржи како капиларне, тако и кавернозне елементе.
- Инфантилни хемангиом: Јавља се код новорођенчади и обично нестаје до 10. године живота.[2]

## Симптоми
Симптоми хемангиома зависе од њихове локације и величине. Најчешће укључују:
- Црвена или љубичаста маса: Видљива на кожи или слузокожи.
- Бол: Ретко, али могућ ако хемангиом притиска нерве или оближња ткива.
- Крварење: Могуће ако је хемангиом повријеђен.
- Функционални поремећаји: Хемангиоми унутар органа могу ометати нормалну функцију.[3]

## Дијагноза
Дијагноза хемангиома обично укључује:
- Физички преглед: Палпација и визуелна процјена лезије.
- Методе медицинског снимања: Коришћење ултразвука, КТ или МР за прецизну локализацију и карактеризацију тумора.
- Биопсија: Узимање узорка ткива на хистопатолошку анализу за потврду дијагнозе.[4]

## Лијечење
Лијечење хемангиома зависи од њихове величине, локације и симптома. Неки од најчешћих приступа укључују:
- Надгледање: Мали, безболни хемангиоми могу се само пратити без потребе за лијечењем.
- Ласерска терапија: Коришћење ласера за смањење или уклањање кожних хемангиома.
- Кортикостероиди: Лекови који могу смањити величину хемангиома.
- Хируршка ексцизија: Уклањање хемангиома ако изазивају симптоме или косметичке проблеме.
- Емболизација: Блокирање крвних судова који хране хемангиом.[5]